# Cerdistus indifferens
Cerdistus indifferens là một loài ruồi trong họ Asilidae. Cerdistus indifferens được Becker miêu tả năm 1923. Loài này phân bố ở vùng Cổ Bắc giới.